# Relaciones Colombia-Japón
Las relaciones Colombia-Japón son las relaciones exteriores entre Colombia y Japón. La relación se estableció oficialmente en 1908, solo interrumpido entre 1942 y 1954 con la Segunda Guerra Mundial. Las relaciones se basan principalmente en el comercio que ha favorecido los intereses del Japón, los intercambios culturales y la ayuda tecnológica y filantrópica a Colombia.

## Historia
Las relaciones diplomáticas entre Colombia y Japón se establecieron en un tratado llamado Amistad, Comercio y Navegación firmado en Washington el 25 de mayo de 1908. Sin embargo, la primera legación oficial fue creada por Japón en Bogotá en 1934 y en 1935 Colombia estableció su legación en Tokio. Ambas legaciones fueron ascendidas a embajadas en 1957.

## Comercio

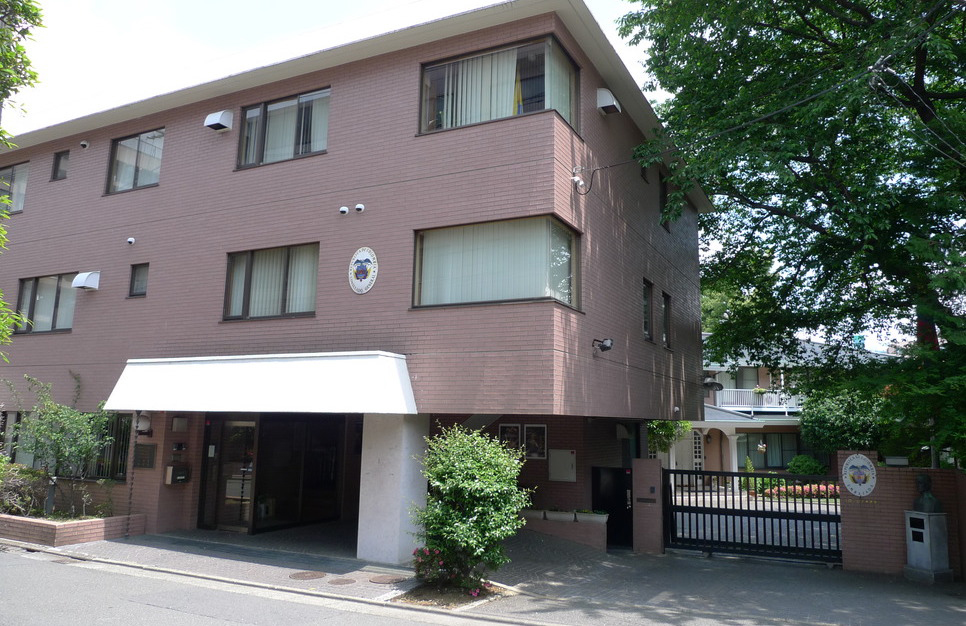
Embajada de Colombia en Tokio

Según la embajada colombiana en Japón, las relaciones comerciales entre los dos países son cada vez más dinámicas. En 1996, Japón se convirtió en el tercer foco de las importaciones colombianas después de Estados Unidos y Venezuela, con unos US $ 722,5 millones (5,6% del total de las importaciones colombianas). Japón, por su parte, importó unos 348,6 millones de dólares (menos del 1% de las importaciones japonesas).
Los productos japoneses exportados a Colombia son principalmente vehículos ensamblados, autopartes, cámaras de video y dispositivos de comunicación, mientras que los productos colombianos exportados a Japón eran en su mayoría café, granos, níquel y esmeraldas, Pieles exóticas de reptiles y chocolate. Más recientemente, las flores y productos de cuero también se han exportado.
El relativamente bajo intercambio comercial se debe a los intereses geoestratégicos de Japón en otros países de América Latina como el Brasil, donde tiene un importante número de inmigrantes establecidos, México, Chile, Perú y Argentina. Para los productores colombianos, por otro lado, exportar resultados es muy costoso para enviar más productos a Japón cuando otros países vecinos representan mercados más eficientes en costos y tienen menos restricciones económicas.